# Буже (Горња Саона)
Буже (фр. Bougey) насеље је и општина у источној Француској у региону Франш-Конте, у департману Горња Саона која припада префектури Везул.
По подацима из 2011. године у општини је живело 87 становника, а густина насељености је износила 10,16 становника/km². Општина се простире на површини од 8,56 km². Налази се на средњој надморској висини од 252 метара (максималној 319 m, а минималној 218 m).

## Демографија
| 1962. | 1968. | 1975. | 1982. | 1990. | 1999. | 2011. |
| ----- | ----- | ----- | ----- | ----- | ----- | ----- |
| 119   | 125   | 91    | 92    | 97    | 91    | 87    |

График промене броја становника у току последњих година